# Aspasia lunata
Aspasia lunata är en orkidéart som beskrevs av John Lindley. Aspasia lunata ingår i släktet Aspasia och familjen orkidéer. Inga underarter finns listade i Catalogue of Life.

## Bildgalleri

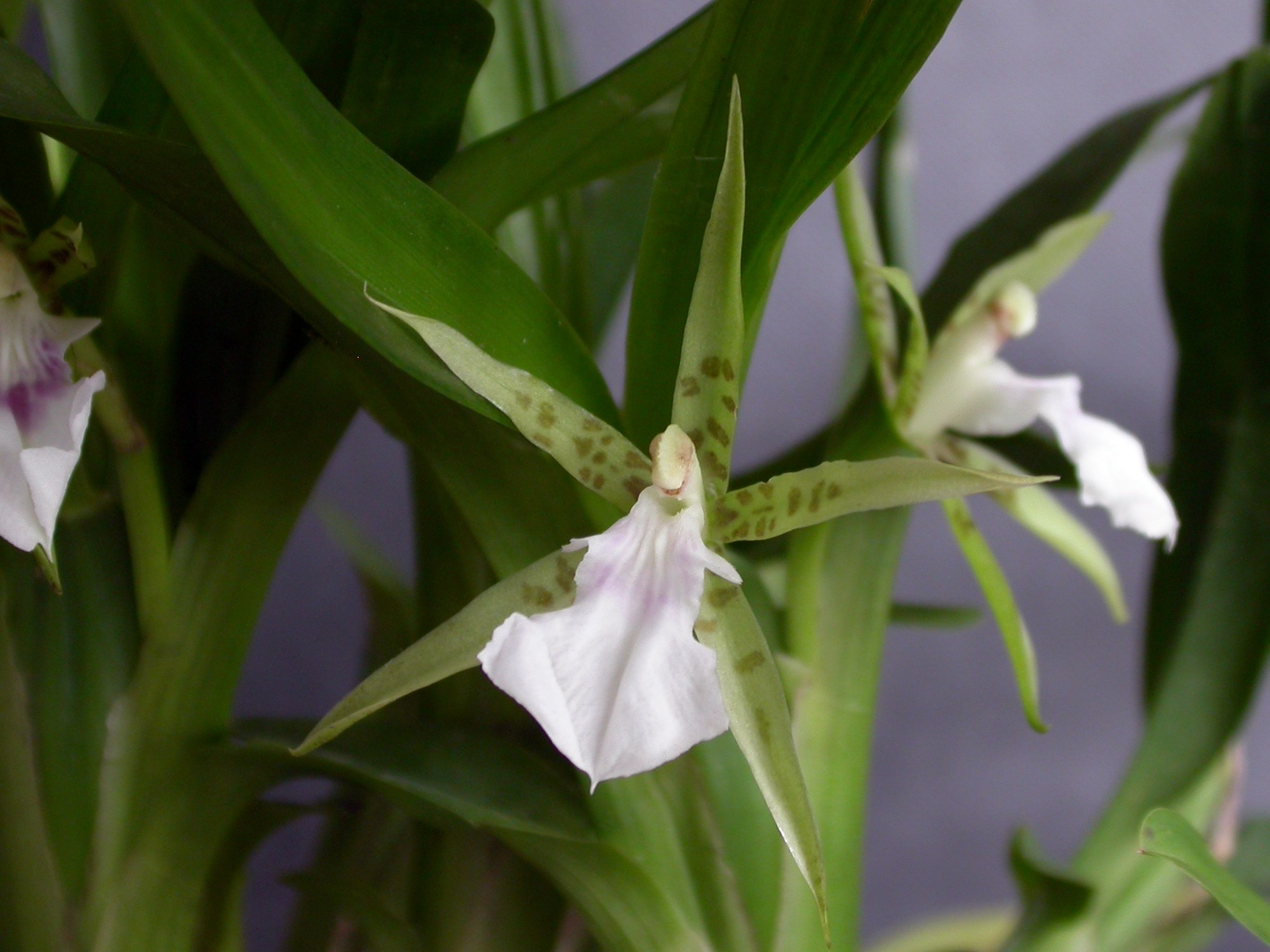
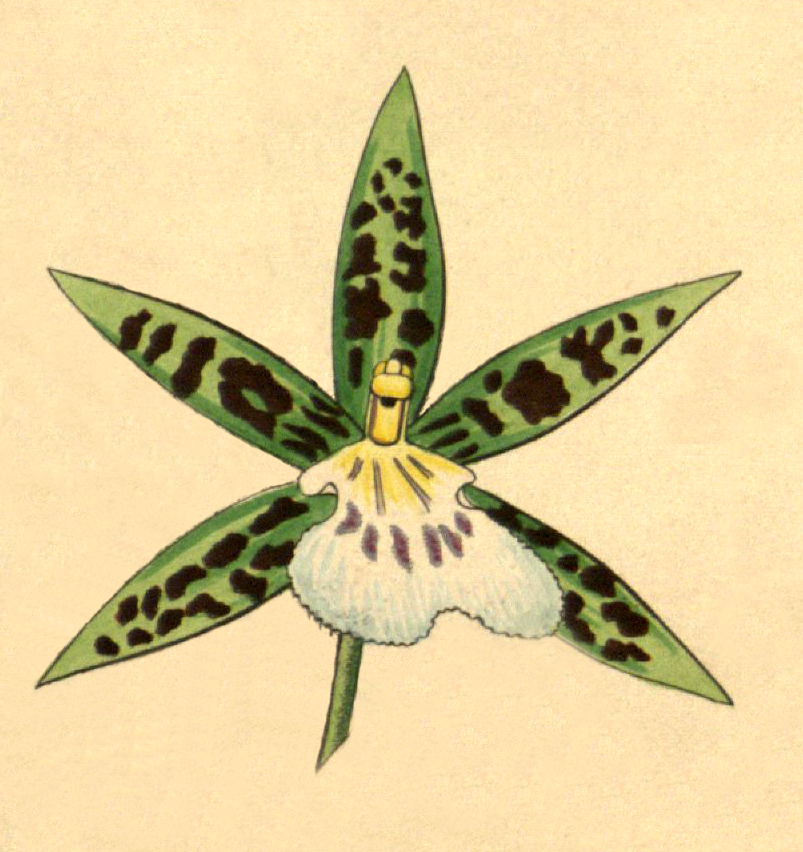
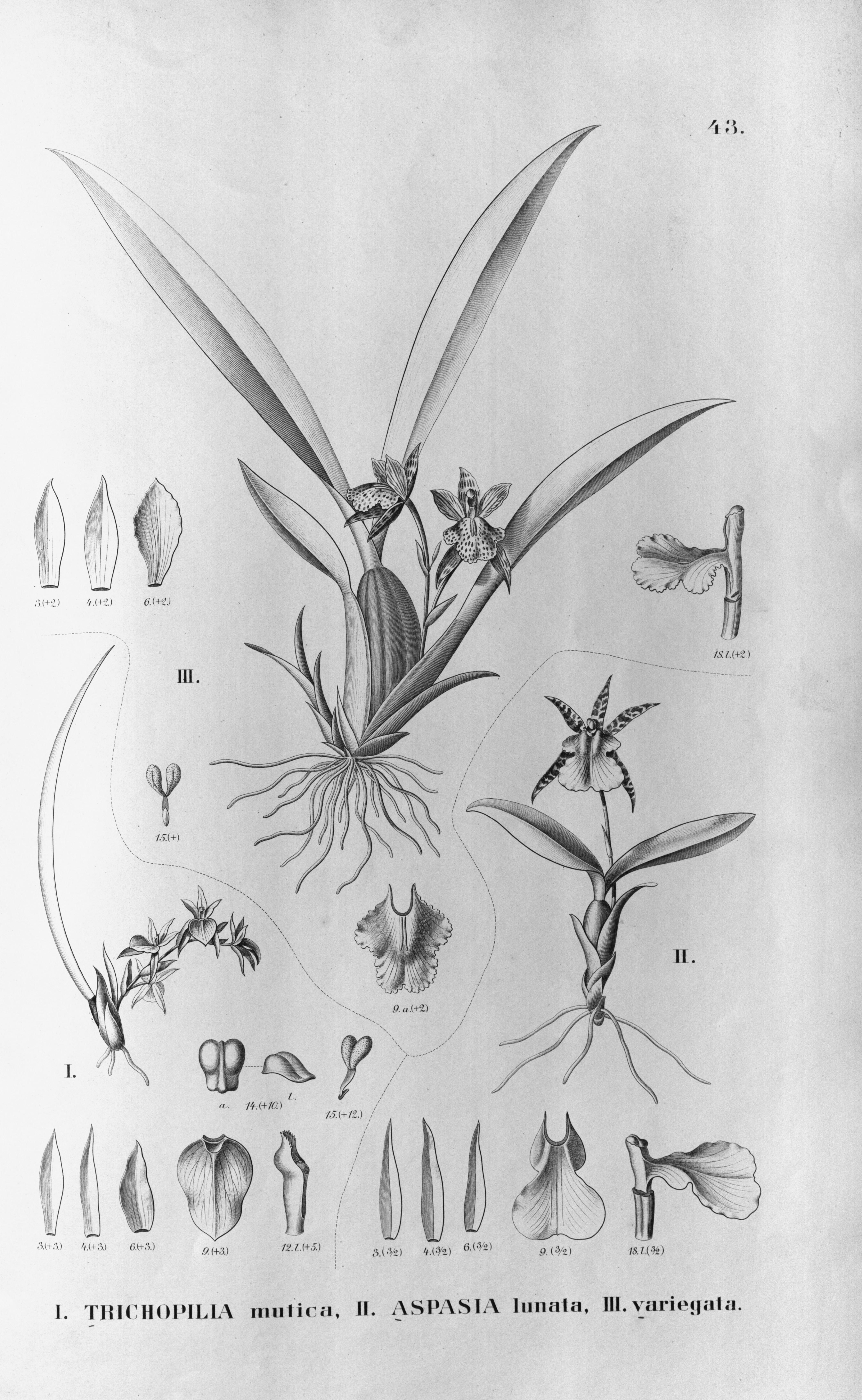